# ФК Динамо Тбилиси
ФК Динамо Тбилиси (груз. თბილისის დინამო) је грузијски фудбалски клуб из Тбилисија. Најуспешнији је грузијски фудбалски клуб, који је увек био прволигаш и освојио је највише титула. Освојио је Куп победника купова 1981, победивши у финалу Карл Цајс Јену из бивше Источне Немачке, са 2:1.

## Мењање имена
- 1925: Динамо Тбилиси
- 1990: Иберија Тбилиси
- 1992: Иберија-Динамо
- 1993: Динамо Тбилиси

## Успеси
- Куп победника купова (1): 1980/81[3]
- Прва лига СССР (2): 1964, 1978.
- Куп СССР (2): 1976, 1979.
- Прва лига Грузије (19): 1990, 1991, 1992, 1993, 1994, 1995, 1996, 1997, 1998, 1999, 2003, 2005, 2008, 2013, 2014, 2016, 2019, 2020, 2022.
- Куп Грузије (12): 1992, 1993, 1994, 1995, 1996, 1997, 2003, 2004, 2009, 2013, 2014, 2015.
- Суперкуп Грузије (7): 1996, 1997, 1999, 2005, 2008, 2014, 2015.
- Куп ЗНД (1): 2004.